# Kalhipperga, Chitapur
Kalhipperga là một làng thuộc tehsil Chitapur, huyện Gulbarga, bang Karnataka, Ấn Độ.